# Palas
Palas (iz pozne latinščine palatium – kraljevska dvorana, stara francoščina pales ali palais) je nemški izraz za impozantno ali prestižno stavbo v osrčju srednjeveške pfalce ali gradu, ki je vsebovala veliko dvorano. Take stavbe so se pojavile v obdobju romanike (11. do 13. stoletje).
Zahvaljujoč študiju gradov v 19. stoletju, se izraz palas pogosto uporablja kot splošen izraz za pokrite dvorane v gradovih. Arhitekturna in zgodovinska uporaba izraza je pri nekaterih avtorjih omejena na romanske dvoranske stavbe.
Ena izmet trajnih posledic vede o gradovih je navada uporabe izraza palas ne le za romanske dvorane, katerih zgodnji primeri se nahajajo v cesarskih palačah (pfalah), ampak za vsak bivalen objekt v gradu, ne glede na velikost, prostorsko enoto, formalno oblikovanje ali razvojni čas. V tej obliki je ta izraz nekoristen, ne samo zato ker pomeša skupaj prostore različnih obliko in funkcijo, ampak tudi zato, da zakrije pomembno podrobnost v razvoju gradov.

## Zasnova
Kamnita dvorana palas ima podolgovat pravokoten tloris. Pogosto ima stavba vinsko klet ali je opremljena s kletno etažo, shrambami, kuhinjo tudi hlevi. Glavno nadstropje (po navadi dve, včasih celo več), je dobro osvetljeno z obokanimi okni, ki so pogosto združena in tvorijo arkade. Pogosto je bogato arhitekturno okrasje, da bi izboljšali reprezentativni učinek. Velika dvorana, ki se nahaja v prvem nadstropju, zavzema celotno tlorisno površino stavbe in je dostopna z ločenim stopniščem. Pogosto je dvorana razdeljena z vrsto stebrov v dve ladji, ki sta lahko tudi obokani. Večnadstropne stavbe palas lahko vsebuje tudi več dvoran. Velika dvorana je bila uporabljena predvsem v poletnih mesecih, saj je bilo ogrevanje oteženo. V zimskem času je bila kot dnevna soba uporabljena kamenata (iz latinščine caminata) - ogrevana soba. Ogrevan prostor je pogosto označen kot dirnic in se običajno nahaja v pritličju, pod veliko dvorano in je imel reprezentativno vlogo in vlogo jedilnice za gospodo in služinčad, pri čemer je bila gospodarjeva miza pogosto na estradi (podij). Bivalni in spalni prostori, tudi kapela, so bili v drugem nadstropju ali v posebni zgradbi. Palas je običajno pokrita z dvokapnico.

## Razširjenost
Palas se je prvič pojavila kot tip gradnje v cesarskih palačah ali pfalcah, kjer bi se lahko prilagodila kraljeva dvorana ali Aula Regia. V tej sobi so se pod vodstvom kralja sprejemali javni akti države, odvijale seje državnih zborov, sodni procesi ali sprejemali posvetni in verski dostojanstveniki.
Od druge polovice 12. stoletja dalje je bil v Svetem rimskem cesarstvu romanski palas tudi del arhitekture številnih gradov visokega plemstva. Najpomembnejši element je še vedno velika dvorana, ki je nudila prestižno okolje za sprejeme in zabave.